# Драго Ђукић
Драго Ђукић (Медено Поље, код Босанског Петровца, 13. новембар 1920 — Београд, 4. мај 1981) био је учесник Народноослободилачке борбе, генерал-мајор ЈНА и народни херој Југославије.

## Биографија
Драго Драган Ђукић је рођен 13. новембра 1920. године у селу Медено Поље, код Босанског Петровца, од оца Дмитра (1888–1970) и мајке Мике (1889–1931). Основну школу је завршио у Босанском Петровцу, али због сиромаштва није могао да заврши грађанску школу. Кратко време је помагао родитељима око обрађивања земље, а затим се, као шеснаестогодишњи дечак, запослио у шумскоиндустријском предузећу „Шипад”, где је радио тешке физичке послове. Године 1939. је отишао у Београд и запослио се у текстилној фабрици. Ту је постао члан Уједињеног радничког синдикалног савеза (УРСС) и његов активиста. Због ширења синдикалних идеја међу радницима, послодавац га је отпустио с посла. У јесен 1939. године с новим погледима и стеченим искуством, вратио се у родни крај. Поново је радио тешке физичке послове у Бјекојевом Камену, а касније, као грађевински радник, у Јаворовој Коси.
Драган се женио три пута. Прву жену, која је била Рускиња и звала се Љубов Љуба, Драго је упознао током свог боравка у Москви. Са њом је добио синове Вјећеслава Славка (1945–2005) и Дмитра Митка (1949–1982). Славко је рођен у Москви, а са породицом је живио у Београду. Био је ожењен Златом Илић са којом је добио ћерку Татјану и синове Александра и Ивана. Митко се није женио. Са другом женом Рајком, која је умрла 2007. године, Драган је имао ћерку Весну, која је такође умрла. Весна је била удата Перишић и потом разведена, а у браку је родила сина. Са трећом женом Косом, која је била из Петровца, Драган је добио сина Аркадија и ћерку Драгану, који су до прогона 1995. године живјели у Петровцу. Драган је живио у више мјеста Југославије, да би се на крају скрасио у Дубовску код Бихаћа, гдје је проживио остатак свог живота.

### Народноослободилачка борба
После окупације Југославије, 1941. године, укључио се у припреме за оружану борбу. Кад је почео усташки терор, саветовао је народу да се ваља склањати. Јуна 1941. године, заједно групом од двадесетак својих другова, чинио је језгро устаничке организације у Медном Пољу и околним селима. Након устанка у Дрвару, 27. јула 1941. године, пошао је у прве борбе. У августу 1941. године с дванаесторицом другова напао је и потукао усташку чету на Јаворовој Коси, а у Растовачи је с неколицином бораца заробио једног официра и 15 домобрана. Када је у Медном Пољу био опкољен, изгледало је да се неће извући, али је одлучно кренуо напред, убио неколико непријатељских војника и из обруча изишао с пленом од два пушкомитраљеза.
Већ од првих устаничких дана, почела је да кружи легенда о његовој храбрости. Увек је био међу првима. Био је десетар, командир вода, заменик политичког комесара чете, политички комесар чете, батаљона и бригаде. У чланство Комунистичке партије Југославије (КПЈ) примљен је 9. јануара 1942. године.
Када је 21. маја 1942. године била формирана Прва крајишка ударна бригада постао је њен борац. Са овом бригадом, истакао се у борбама на Сасини, код Санског Моста, на планини Мањачи, у нападу на Бихаћ и село Заваље, где је уништио непријатељско упориште и запленио два митраљеза. Његов батаљон је, у Четвртој непријатељској офанзиви, марта 1943. године, код Бенаковца разбио немачку колону, коју су од потпуног уништења спасли тенкови. Ђукић је с још једним борцем, у сумрак провукао кроз ланац тенкова, заробио већу количину муниције и омогућио батаљону да крене у даље борбе.
Његова заслуга је била велика за успех чувене акције паљења немачких авиона на аеродрому Рајловац, код Сарајева, у ноћи 10/11. августа 1943. године. Непријатељ је открио овај напад, али је Ђукић повео своје борце у јуриш и у двочасовној борби однео победу. На путу из Устиколине ка Горажду, јануара 1944. године, Ђукић је као политички комесар Четвртог батаљона, у критичној ситуацији преузео команду над јединицом и успешном акцијом заузео Горажде. У непријатељском противнападу на Горажде био је тешко рањен. Након оздрављења, учествовао је у борбама у Црној Гори, Србији, у борбама за ослобођење Београда и на Сремском фронту.

### Послератни период
После завршетка рата, наставио је војну каријеру у Југословенској народној армији (ЈНА). Завршио је Вишу војну академију ЈНА и Ратну школу ЈНА. Налазио се на дужностима команданта бригаде, начелника Штаба дивизије, командант дивизије и наставника Више војне академије ЈНА. Пензионисан је 1977. године у чину генерал-мајора ЈНА. Био је биран за посланика Републичког већа Скупштине СР Босне и Херцеговине.
Умро је 4. маја 1981. године у Београду, а сахрањен је на Партизанском гробљу у Босанском Петровцу.
Носилац је Партизанске споменице 1941. и других југословенских одликовања, међу којима су — Орден заслуга за народ првог реда, Орден братства и јединства првог реда, Орден партизанске звезде другог реда, Орден за храброст и Орден за војне заслуге другог реда. Од иностраних одликовања, истиче се Партизански крст Народне Републике Пољске. Орденом народног хероја одликован је 27. новембра 1953. године.